# Małe rzeczy
„Małe rzeczy“ [ˈmawɛ ˈʐɛʈ͡ʂɨ] je singl polské zpěvačky Sylwii Grzeszczak z jejího debutového sólového alba Sen o przyszłości (2011). Píseň byla vydána 17. června 2011. Dne 31. května 2011 píseň debutovala v žebříčku POPLista na 19. místě, který opustila po 13 týdnech. Píseň se stala populární a po dobu osmi týdnů v řadě byla nejhranější písní v polských rozhlasových stanicích a videoklip navíc obsadil 1. místo v polském AirPlay – TV. Zpěvačce píseň přinesla úspěch na koncertním turné Lato Zet i Dwójki.

## Text
Píseň je o tom, že bychom si v životě měli užívat i malých věcí. Uvádí rovněž, že jsme si koupili téměř vše, ale nemáme nic. Měli bychom naslouchat svým myšlenkám a cítit tep našeho srdce.
```
„Budujemy nasz dom na piasku, cena nie gra roli dziś
Kupiliśmy prawie wszystko, ale wciąż nie mamy nic
Chcę pozbierać znowu myśli, słyszeć bicie naszych serc
Widzieć ile szczęścia w sobie kryje każda mała rzecz“
```

## Videoklip
Natáčení videoklipu probíhalo v červnu 2011. Figuruje v něm exteriér zámku Moszna a interiér cisterciáckého klášteru Lubuš. Za jeho realizaci zodpovídala Grupa 13. Videoklip měl 16. června 2016 více než 17 524 000 zhlédnutí.

## Živé vystoupení
Dne 17. července 2011 během koncertu Hity na Czasie, který pořádala stanice Eska v Inowrocławi zazpívala tuto píseň před širším publikem.

## Pozice v rozhlasových hudebních hitparádách
| Lista (2011)                  | Najwyższa pozycja |
| ----------------------------- | ----------------- |
| AirPlay – Top                 | 1                 |
| AirPlay – Nowości             | 1                 |
| AirPlay – Największe skoki    | 1                 |
| AirPlay – TV                  | 1                 |
| Radio Podlasie (NAJ 10-tka)   | 1                 |
| Radio Szczecin (SLiP)         | 1                 |
| Radio Złote Przeboje (Top 20) | 1                 |
| RMF FM (POPLista)             | 1                 |
| VIVA Polska (PL Top 10)       | 1                 |
| Wietrzne Radio (Top 15)       | 5                 |